# フロンティアバス

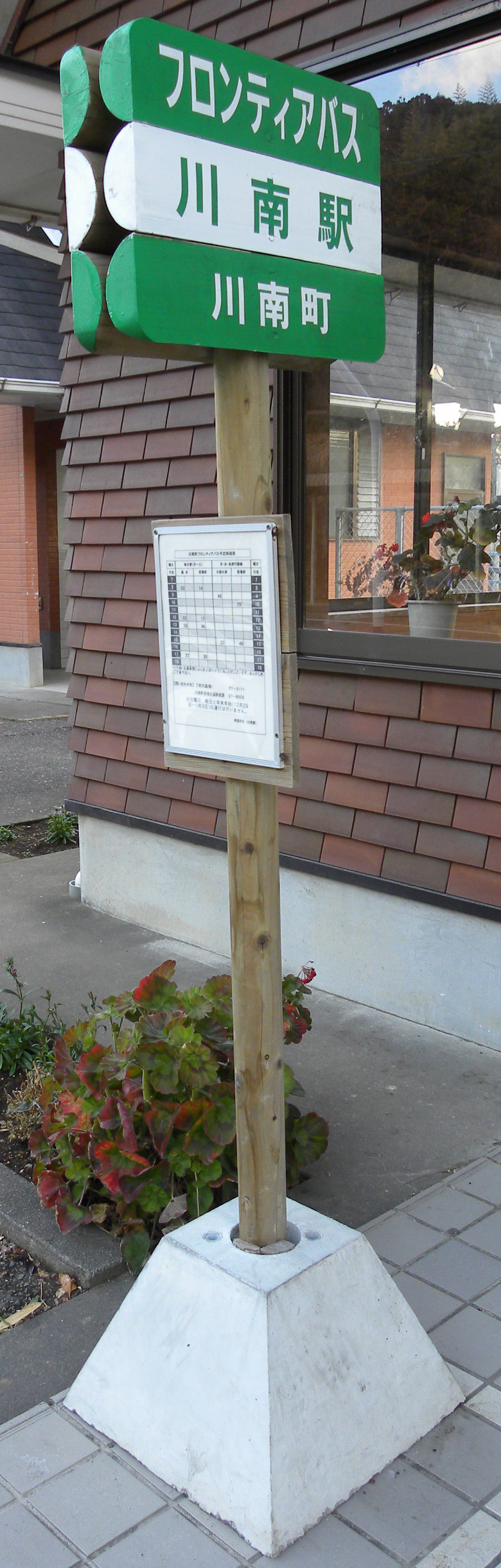
フロンティアバスのバス停

川南町フロンティアバス（かわみなみちょうフロンティアバス）は、かつて宮崎県児湯郡川南町が運行していたコミュニティバスである。
2008年（平成20年）10月1日運行開始。2014年3月31日をもって廃止、翌4月1日より登録制・予約制の乗合タクシー「トロントロンバス」へ移行した。

## 概要
町では川南町フロンティアバスの利用者減少や、バスでは網羅できない交通空白地域の問題を抱えていた。そのため2012年（平成24年）12月1日からデマンド型交通の実証運行を1年間行った結果、2014年4月1日から「トロントロンバス」へ移行することとした。「トロントロンバス」の愛称は同年1月に公募で決定したものである。
川南町フロンティアバスの運行は、三和交通に委託していた。

## 沿革
- 2008年（平成20年）10月1日 - 運行開始[1]。
- 2012年（平成24年）12月1日 - この日から1年間にわたりデマンド型交通の実証運行を実施[1]。
- 2014年（平成26年）
  - 3月31日 - この日をもって川南町フロンティアバスが廃止[1]。
  - 4月1日 - 予約制乗合タクシー「トロントロンバス」が運行開始[1]。

## 運行内容
※運行開始当時の情報
- 運賃は、中学生以上200円、小学生100円、幼児は無料。
- 日曜日・祝日・年末年始（12月29日 - 1月3日）は運休。

## 路線

### 運行開始当時

#### 平日・土曜日運行路線
尾鈴線
- 役場前 - トロントロン - 清瀬 - 唐瀬 - 病院前 - 銀座 - 尾鈴
  - 下り3本、上り4本運転。

通浜線
- 役場前 - トロントロン - 川南駅 - 通浜
  - 1日4往復運転。

#### 月曜日・水曜日・金曜日運行路線
下竹浜線
- 役場前 - トロントロン - 清瀬 - 唐瀬 - 病院前 - 下竹浜公民館

選果場線
- 役場前 - トロントロン - 清瀬 - 光 - 選果場

大猪久保線
- 役場前 - トロントロン - 川南駅 - 大猪久保公民館

全て月曜日・水曜日・金曜日に1日2往復運転。

#### 火曜日・木曜日・土曜日運行路線
登り口線
- 役場前 - トロントロン - 清瀬 - 唐瀬 - 市納交差点前 - 登り口

白鬚神社線
- 役場前 - トロントロン - 温泉入り口 - 白鬚神社

多賀線
- 役場前 - 多賀小前 - 西の別府

通山線
- 役場前 - トロントロン - 通山別館

全て火曜日・木曜日・土曜日に1日2往復運転。

## 車両
日野・リエッセ（トップドア車）が使用されていた。